# 13253 Stejneger
13253 Stejneger este un asteroid din centura principală de asteroizi.

## Descriere
13253 Stejneger este un asteroid din centura principală de asteroizi. A fost descoperit pe 26 iulie 1998 la Observatorul La Silla de Eric Walter Elst. Asteroidul prezintă o orbită caracterizată de o semiaxă mare de 2,27 ua, o excentricitate de 0,11 și o înclinație de 6,4° în raport cu ecliptica.